# Piz Quattervals
Der Piz Quattervals ([ˌpitsˈkʊ̯atərˌvals]ⓘ, rätoromanisch im Idiom Vallader für «Viertälergipfel») ist ein Berg in den Livigno-Alpen im Schweizer Kanton Graubünden. Mit 3165 m ü. M. zählt er zu den höchsten Erhebungen im Schweizerischen Nationalpark.
Ein Ausgangspunkt für die Besteigung des Piz Quattervals ist Zernez. Als alpiner Stützpunkt steht die Schutzhütte Chamanna Cluozza zur Verfügung. Von ihr führt der einzige markierte Weg im Schwierigkeitsgrad WS/PD zum Gipfel.